# Liste der Kulturdenkmale im Landkreis Sächsische Schweiz-Osterzgebirge

Karte des Landkreises Sächsische Schweiz-Osterzgebirge

In der Liste der Kulturdenkmale im Landkreis Sächsische Schweiz-Osterzgebirge sind die etwa 8400 Kulturdenkmale im Landkreis Sächsische Schweiz-Osterzgebirge aufgelistet. Grundlage der Einzellisten sind die in den jeweiligen Listen angegebenen Quellen. Die Anmerkungen sind zu beachten.
Diese Liste ist eine Teilliste der Liste der Kulturdenkmale in Sachsen.

## Aufteilung
Wegen der großen Anzahl von Kulturdenkmalen im Landkreis Sächsische Schweiz-Osterzgebirge ist diese Liste in Teillisten nach den Städten und Gemeinden aufgeteilt.
| Karte | Kulturdenkmale in …             | Denkmale                       | Teillisten |
| ----- | ------------------------------- | ------------------------------ | --- |
|       | Altenberg                       | Dorfkirche Schellerhau         | - Altenberg - Oberbärenburg - Waldbärenburg - Bärenfels - Bärenstein - Falkenhain - Fürstenau - Fürstenwalde - Geising - Gottgetreu - Hirschsprung - Kipsdorf - Lauenstein - Liebenau - Löwenhain - Rehefeld-Zaunhaus - Schellerhau - Waldidylle - Zinnwald-Georgenfeld |
|       | Bad Gottleuba-Berggießhübel     | Elf Stadtscheunen              | - Bad Gottleuba - Berggießhübel - Bahra - Breitenau - Hellendorf - Hennersbach - Langenhennersdorf - Markersbach - Oelsen - Zwiesel |
|       | Bad Schandau                    | Bahnhof Bad Schandau           | - Bad Schandau - Krippen - Schmilka - Ostrau - Postelwitz |
|       | Bahretal                        | Gasthof Göppersdorf            | |
|       | Bannewitz                       | Schloss Nöthnitz               | - Bannewitz - Boderitz - Börnchen - Cunnersdorf - Gaustritz - Golberode - Goppeln - Hänichen - Possendorf - Rippien - Welschhufe - Wilmsdorf |
|       | Dippoldiswalde                  | Schloss Dippoldiswalde         | - Dippoldiswalde (Stadt) - Ammelsdorf - Berreuth - Dönschten - Elend - Hennersdorf - Malter - Naundorf - Obercarsdorf - Oberhäslich - Paulsdorf - Reichstädt - Reinberg - Sadisdorf - Schmiedeberg - Seifersdorf - Ulberndorf                                           |
|       | Dohma                           | Schloss Cotta                  | - Dohma - Cotta - Goes |
|       | Dohna                           | Marienkirche                   | - Dohna - Borthen - Bosewitz - Burgstädtel - Gamig - Gorknitz - Köttewitz - Krebs - Meusegast - Röhrsdorf - Sürßen - Tronitz |
|       | Dorfhain                        | Wasserkraftanlage mit Wohnhaus | |
|       | Dürrröhrsdorf-Dittersbach       | Grotte »Zwergenhöhle«          | |
|       | Freital                         | Egermühle                      | - Birkigt - Burgk - Deuben - Döhlen - Hainsberg - Kleinnaundorf - Pesterwitz - Potschappel - Saalhausen - Somsdorf - Weißig - Wurgwitz - Zauckerode |
|       | Glashütte                       | Denkmal für F. Adolph Lange    | |
|       | Gohrisch                        | Villa                          | |
|       | Hartmannsdorf-Reichenau         | Talsperren-Café                | |
|       | Heidenau                        | Mietshaus                      | |
|       | Hermsdorf/Erzgeb.               | Biedermannsmühle               | - Hermsdorf/Erzgeb. - Neuhermsdorf - Seyde |
|       | Hohnstein                       | Brandgaststätte                | |
|       | Klingenberg                     | Rittergut Altklingenberg       | - Klingenberg - Beerwalde - Borlas - Colmnitz - Friedersdorf - Höckendorf - Obercunnersdorf - Pretzschendorf - Röthenbach - Ruppendorf |
|       | Königstein (Sächsische Schweiz) | Stadtkirche St. Marien         | |
|       | Kreischa                        | Ufermühle                      | - Kreischa - Babisnau - Bärenklause - Brösgen - Gombsen - Kautzsch - Kleincarsdorf - Lungkwitz - Quohren - Sobrigau - Theisewitz - Zscheckwitz |
|       | Liebstadt                       | Schloß Kuckuckstein            | |
|       | Lohmen                          | Basteibrücke                   | ohne Teillisten |
|       | Müglitztal                      | Dorfkirche Burkhardswalde      | |
|       | Neustadt in Sachsen             | Mietshaus                      | - Neustadt i. Sa. - Berthelsdorf - Krumhermsdorf - Langburkersdorf - Niederottendorf - Oberottendorf - Polenz - Rückersdorf - Rugiswalde |
|       | Pirna                           | Stadtkirche St. Marien         | - Altstadt (A–K) - Altstadt (L–Z) - Nördliche Stadtteile - Östliche Stadtteile - Südliche Stadtteile - Westliche Stadtteile |
|       | Rabenau                         | Ehem. Rabenauer Mühle          | - Rabenau - Karsdorf - Lübau - Obernaundorf - Oelsa - Spechtritz |
|       | Rathen                          | Burgruine Altrathen            | |
|       | Rathmannsdorf                   | Mühlhorntunnel                 | |
|       | Reinhardtsdorf-Schöna           | Ehem. Erblehngericht           | |
|       | Rosenthal-Bielatal              | Hochofen Brausenstein          | |
|       | Sebnitz                         | Ehem. Städtisches Brauhaus     | |
|       | Stadt Wehlen                    | Rathaus Stadt Wehlen           | ohne Teillisten |
|       | Stolpen                         | Burg Stolpen                   | |
|       | Struppen                        | Mausoleum Thürmsdorf           | |
|       | Tharandt                        | Bergkirche Tharandt            | - Tharandt - Fördergersdorf - Grillenburg - Großopitz - Kurort Hartha - Pohrsdorf - Spechtshausen |
|       | Wilsdruff                       | Jakobikirche Wilsdruff         | |